# Congresso internazionale di architettura moderna
I congressi internazionali di architettura moderna (Congrès Internationaux d'Architecture Moderne) o CIAM, sono nati dal bisogno di promuovere un'architettura ed un'urbanistica funzionali. Il primo incontro ebbe luogo nel 1928 a La Sarraz (Svizzera). Nel corso del XI congresso nel 1959 che si tenne a Otterlo (Paesi Bassi), i membri decisero di cessare la loro attività.

## Formazione e membri
I CIAM furono costituiti nel Castello di La Sarraz nel giugno 1928 da un gruppo di 24 architetti europei su iniziativa di Le Corbusier, Hélène de Mandrot (la proprietaria del castello) e Sigfried Giedion, primo segretario generale. Alla prima edizione del CIAM furono invitati 24 stimati architetti: Karl Moser (primo presidente), Victor Bourgeois, Pierre Chareau, Josef Franke, Gabriel Guevrekian, Max Ernst Haefeli, Hugo Häring, Arnold Höchel, Huib Hoste, Pierre Jeanneret, André Lurçat, Ernst May, Max Cetto, Fernando García Mercadal, Hannes Meyer, Werner Max Moser, Carlo Enrico Rava, Gerrit Rietveld, Alberto Sartoris, Hans Schmidt, Mart Stam, Rudolf Steiger, Henri-Robert von Der Mühll e Juan de Zavala.
Carlo Enrico Rava, Max Cetto ed Arnold Höchel non furono tuttavia in grado di aderire all'invito, sicché, per mantenere il numero prefissato di 24 membri, furono invitati gli architetti Gino Maggioni, Jacques Gubler e Rochat in loro sostituzione. Questa sostituzione è per esempio documentata dalla foto celebrativa del congresso con tutti i membri partecipanti alla riunione.
In seguito, altri membri importanti si aggiungeranno al gruppo, come Alvar Aalto e Hendrik Petrus Berlage.
Partecipò al CIAM, anche Vittorio Gregotti, non come architetto, ma come studente.
Nei Congressi del dopoguerra si aggiunsero, tra gli altri, Ernesto Nathan Rogers, Giancarlo De Carlo e Giovanni Romano.

## Influenza
I CIAM presentarono la Carta di Atene nel 1933, testo fondatore dell'architettura e dell'urbanistica moderna. Questo testo enuncia i mezzi per migliorare le condizioni di esistenza nella città moderna, che devono permettere lo svolgere armonioso delle quattro funzioni umane: abitare, lavorare, divertirsi e spostarsi. Ma il suo "manifesto concreto" resta la costruzione realizzata per l'esposizione internazionale del 1937: un "Padiglione dei tempi nuovi, tentativo di museo di educazione popolare (urbanistica)".

## I congressi

### I CIAM – La Sarraz, Svizzera (1928)

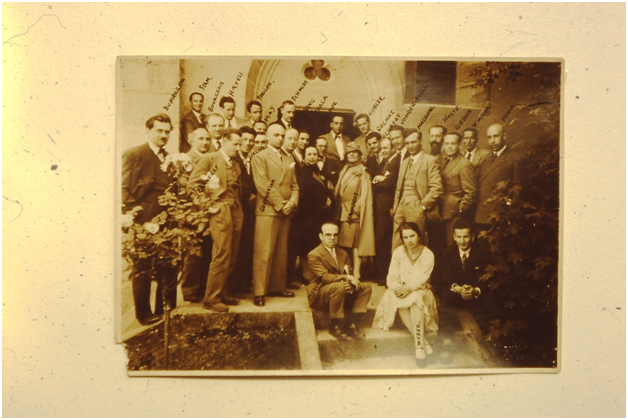
Foto del primo Congresso tenutosi al castello di La Sarraz (giugno 1928).

Tema: Fondazione e principi del Movimento Moderno
Il primo congresso si tenne nella villa di Hélène de Mandrot a La Sarraz, in Svizzera, e segnò la nascita ufficiale dei CIAM. Parteciparono 24 architetti provenienti da diversi paesi, tra cui Le Corbusier, Sigfried Giedion, Walter Gropius ed Ernst May.
Obiettivo principale fu stabilire i principi dell’architettura moderna, ponendo l’attenzione sulla razionalizzazione degli spazi, sulla standardizzazione delle costruzioni e sulla funzione sociale dell’architettura.
Si discusse la necessità di un'architettura funzionale capace di rispondere ai bisogni della società, superando gli stili storicisti.

### II CIAM – Francoforte, Germania (1929)
Tema: L’Alloggio Minimo
Si svolse a Francoforte, città pioniera nel movimento dell'edilizia sociale grazie all'opera di Ernst May.
Il congresso affrontò il problema dell'abitazione economica e razionale per le masse, concentrandosi su:
- Standardizzazione e prefabbricazione per ridurre i costi.
- Ottimizzazione degli spazi minimi per migliorare la qualità della vita.
- Studio di tipologie abitative minime per operai e classi meno abbienti.[1]

Le soluzioni emerse influenzarono i progetti di edilizia popolare degli anni '30 e '40 in Europa.

### III CIAM – Bruxelles, Belgio (1930)
Tema: Il quartiere razionale
Il congresso si focalizzò sulla scala urbana, analizzando il concetto di quartiere come unità funzionale della città.
Si introdusse l'idea che la città dovesse essere suddivisa secondo funzioni specifiche (residenza, lavoro, tempo libero, trasporti), anticipando i principi che sarebbero stati formalizzati nella Carta di Atene (1933).
Venne inoltre enfatizzata l’importanza della pianificazione urbana razionale, con la riduzione delle distanze tra abitazione e lavoro.

### IV CIAM – Atene, Grecia (1933)
Tema: La città funzionale (Carta di Atene)
Uno dei congressi più importanti, si tenne in realtà su una nave che attraversava il Mediterraneo fino ad Atene. Da qui nacque la Carta di Atene, il documento fondamentale dell’urbanistica moderna, pubblicato nel 1943 da Le Corbusier.
I principi della Carta si basavano su quattro funzioni chiave della città:
- Abitare → separazione delle zone residenziali da quelle industriali.
- Lavorare → creazione di zone produttive efficienti.
- Ricreazione → ampi spazi verdi e aree ricreative.
- Circolazione → reti stradali funzionali per pedoni e veicoli.[1]

La Carta di Atene influenzò la pianificazione urbana in tutto il mondo, ma fu anche criticata per la sua eccessiva rigidità e separazione funzionale.

### V CIAM – Parigi, Francia (1937)
Tema: Lo sviluppo della città moderna
Durante questo congresso, la discussione si concentrò sull’evoluzione della città moderna e sulla necessità di un approccio scientifico alla progettazione urbana.
Venne enfatizzato il ruolo delle nuove tecnologie costruttive, come il cemento armato e i grattacieli, per ridefinire la città contemporanea.
A causa delle tensioni politiche in Europa, il CIAM entrò in una fase di crisi, che si acutizzò con lo scoppio della Seconda Guerra Mondiale.

### VI CIAM – Bridgwater, Inghilterra (1947)
Tema: La ricostruzione postbellica
Dopo la guerra, il CIAM si riunì nuovamente per affrontare le sfide della ricostruzione urbana in Europa.
Si pose l’accento su:
- Nuove tipologie abitative per le città distrutte.
- Piani urbanistici su larga scala per garantire la funzionalità delle nuove metropoli.
- Necessità di superare la separazione tra architettura e pianificazione urbana.[1]

Questo congresso segnò l’inizio della crisi interna al CIAM, con l’emergere di nuove idee da parte delle giovani generazioni.

### VII CIAM – Bergamo, Italia (1949)
Tema: L’urbanistica e la società
Il congresso si concentrò sull’analisi delle relazioni tra architettura, urbanistica e società.
Si propose un maggiore coinvolgimento delle scienze sociali nella progettazione urbana, ma il dibattito non portò a risultati concreti, accentuando le divisioni interne tra i membri.

### VIII CIAM – Hoddesdon, Inghilterra (1951)
Tema: Il cuore della città
Si analizzò il concetto di centro urbano come spazio identitario e sociale, cercando alternative alla visione funzionalista della Carta di Atene.
Si iniziarono a criticare le rigide separazioni funzionali, ponendo maggiore attenzione ai luoghi di aggregazione e alla scala umana della città.

### 9° CIAM – Aix-en-Provence, Francia (1953)
Tema: La dimensione umana nell’architettura
I giovani architetti, tra cui il Team 10 (Aldo van Eyck, Alison e Peter Smithson), iniziarono a opporsi ai dogmi funzionalisti.
Si criticò la mancanza di sensibilità sociale dell’urbanistica modernista, ponendo l’attenzione su:
- Città organiche e più adattabili.
- Spazi pubblici vivi e flessibili.[1]

Questo congresso segnò il declino definitivo del CIAM.

### X CIAM – Dubrovnik, Jugoslavia (1956)
Tema: Verso un’architettura più umana
Il Team 10 prese il controllo del congresso, sostenendo un’urbanistica più basata sulle necessità reali della popolazione e meno su schemi rigidi.
Si parlò di forme urbane flessibili e partecipative, anticipando le tendenze degli anni ‘60.

### XI CIAM – Otterlo, Paesi Bassi (1959)
Tema: La fine dei CIAM e il passaggio al Team 10
Fu l'ultimo congresso ufficiale. Le divergenze tra i veterani del Movimento Moderno e il Team 10 portarono allo scioglimento dei CIAM.
L’eredità del CIAM venne portata avanti da nuovi movimenti, come la scuola di Aldo Rossi, la teoria della partecipazione urbana e l’architettura postmoderna.